# Lịch sử xã hội của virus

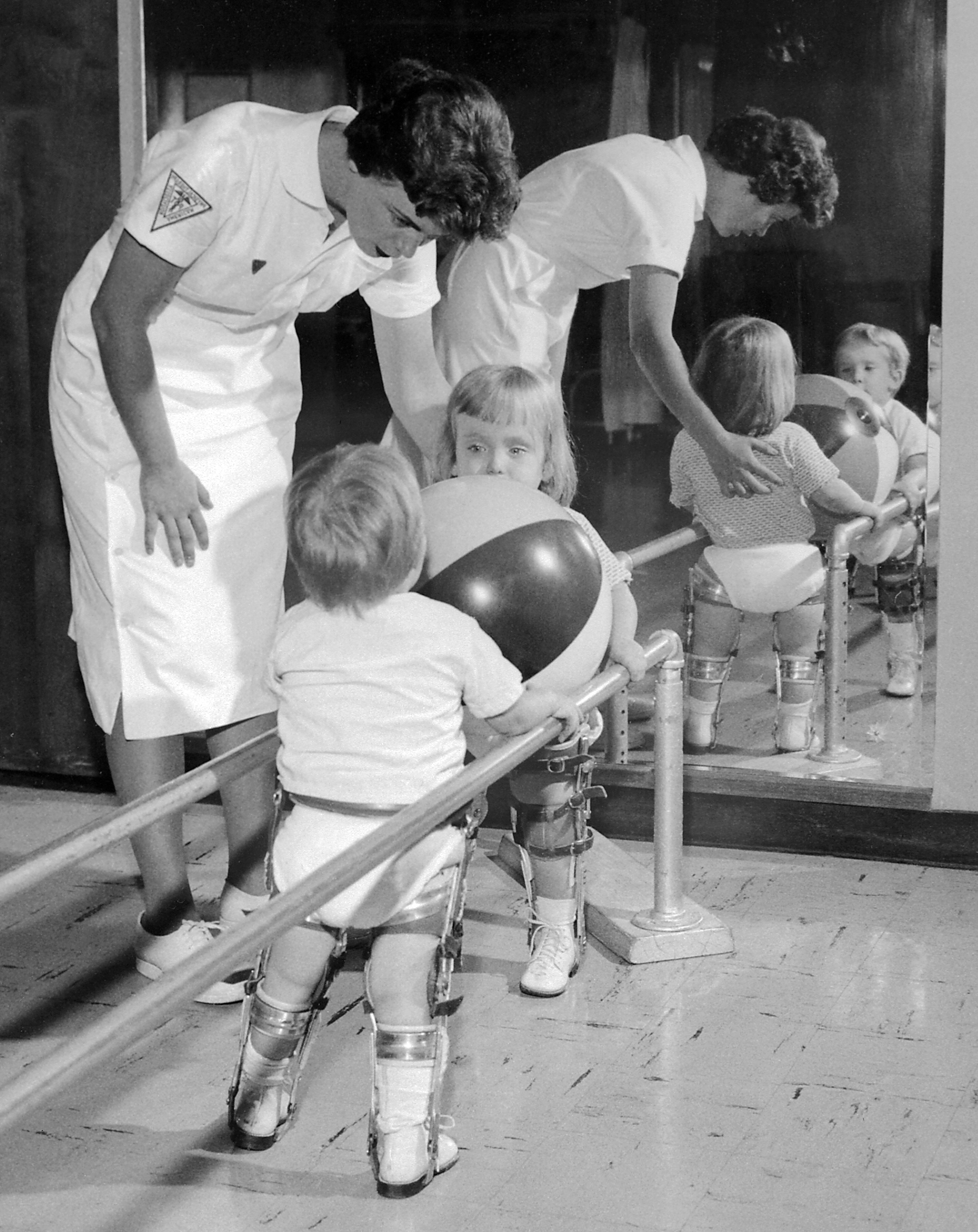
Những bệnh nhân nhi mắc bại liệt được vật lý trị liệu. Ảnh chụp từ thập niên 1950

Lịch sử xã hội virus mô tả tác động của virus và những căn bệnh do nhiễm virus xuyên suốt lịch sử loài người. Dịch bệnh do virus gây ra bắt đầu khi hành vi loài người thay đổi trong thời kỳ đồ đá mới (cách đây khoảng 12.000 năm) khi loài người phát triển các cộng đồng nông nghiệp. Sự tập trung đông dân cư cho phép virus lây lan nhanh chóng và sau đó trở thành dịch lưu hành địa phương (endemic). Virus gây bệnh cho thực vật và vật nuôi cũng xuất hiện và phát triểu. Khi con người ngày càng phụ thuộc vào nông nghiệp và trồng trọt, các bệnh như potyvirus ở khoai tây và virus tả trâu bò đã để lại những thiệt hại vô cùng nghiêm trọng.
Virus đậu mùa và bệnh sởi là những loại virus lâu đời nhất lây nhiễm sang người. Những virus này tiến hóa từ virus lây nhiễm cho các động vật khác, xuất hiện lần đầu trong cơ thể người ở vùng châu Âu và Bắc Phi hàng nghìn năm trước. Sau đó, trong thời gian diễn ra các cuộc Chinh phục của Tây Ban Nha, người châu Âu mang những chủng virus đó đến "Tân Thế giới". Tuy nhiên, người bản địa là những thổ dân Châu Mỹ hoàn toàn không có sức đề kháng tự nhiên đối với virus. Hậu quả, hàng triệu người bản địa đã mắc bệnh và tử vong trong các đợt dịch bệnh. Các đại dịch cúm đã được ghi nhận từ năm 1580, và chúng đã xảy ra với tần suất ngày càng tăng trong các thế kỷ tiếp theo. Đại dịch cúm Tây Ban Nha năm 1918–19 đã cướp đi sinh mạng của 40–50 triệu người trong vòng chưa đầy một năm, là một trong những trận đại dịch tàn khốc nhất trong lịch sử.
Louis Pasteur và Edward Jenner là những người đầu tiên phát triển vaccine để bảo vệ, chống lại các bệnh nhiễm trùng do virus gây ra. Bản chất của virus vẫn chưa được biết đến cho đến khi kính hiển vi điện tử được phát minh vào những năm 1930, chính là mốc son tạo đà phát triển của ngành khoa học virus học. Trong thế kỷ 20, nhiều bệnh tật cả cũ và mới đều được phát hiện là do virus gây ra. Có những vụ dịch bệnh bại liệt chỉ được kiểm soát sau khi vaccine được phát triển vào những năm 1950. HIV là một trong những loại virus gây bệnh mới nhất đã xuất hiện trong nhiều thế kỷ. Mặc dù giới khoa học  thường quan tâm đến một số virus gây bệnh vì nó ảnh hưởng đến sức khỏe con người, nhưng thực tế hầu hết các loài virus trong tự nhiên đều có lợi. Chúng thúc đẩy quá trình tiến hóa bằng cách chuyển gen ngang giữa các loài, đóng vai trò quan trọng trong hệ sinh thái và rất cần thiết cho sự sống.